# Trhové Dušníky
Trhové Dušníky (německy Deutsch Duschnik) jsou obec v okrese Příbram ve Středočeském kraji, asi 3 km severně od Příbrami. Žije zde 686 obyvatel.

## Historie
První písemná zmínka o obci pochází z roku 1321. V minulosti těžba stříbra.

## Obecní správa

### Části obce
- Trhové Dušníky (k. ú. Trhové Dušníky)

K obci patří také Drátovna, Skorotín a Valcha.
Sousedními obcemi sídla jsou Pičín, Suchodol, Dubno, Lhota u Příbramě, Příbram, Bratkovice a Hluboš.
Od 1. ledna 1980 do 23. listopadu 1990 byla obec součástí města Příbram.

### Územněsprávní začlenění
Dějiny územněsprávního začleňování zahrnují období od roku 1850 do současnosti. V chronologickém přehledu je uvedena územně administrativní příslušnost obce v roce, kdy ke změně došlo:
- 1850 země česká, kraj Praha, politický i soudní okres Příbram[5]
- 1855 země česká, kraj Praha, soudní okres Příbram
- 1868 země česká, politický i soudní okres Příbram
- 1939 země česká, Oberlandrat Tábor, politický i soudní okres Příbram[6]
- 1942 země česká, Oberlandrat Praha, politický i soudní okres Příbram[7]
- 1945 země česká, správní i soudní okres Příbram[8]
- 1949 Pražský kraj, okres Příbram[9]
- 1960 Středočeský kraj, okres Příbram
- 2003 Středočeský kraj, okres Příbram, obec s rozšířenou působností Příbram

## Společnost

### Rok 1932
V obci Trhové Dušníky (625 obyvatel) byly v roce 1932 evidovány tyto živnosti a obchody: autodoprava, obchodník s dobytkem, lidové hospodářské družstvo, 3 hostince, kovář, 4 mlýny, obuvník, pivovar horního města Příbrami, řezník, 4 obchody se smíšeným zbožím, Spořitelní a záložní spolek pro Trhové Dušníky, trafika, 2 velkostatky.

## Pamětihodnosti
- Kaple Nejsvětější Trojice, u rybníka
- Výklenková kaplička sv. Jana Nepomuckého na návsi
- Rudný důl – dědičná štola císaře Josefa II., na jihovýchod od vsi
- Rudný důl – Květenská štola
- Barokní zámek po roce 1950 zdevastován a roku 1973 zbořen.
- Barokní trojboká boží muka
- Přírodní zajímavostí meandry Litavky pod obcí

## Doprava

### Dopravní síť
Okolo obce vede silnice II/118 Nové Dvory – Budyně nad Ohří – Slaný – Kladno – Beroun – Zdice – Příbram – Kamýk nad Vltavou – Krásná Hora nad Vltavou – Petrovice. Do obce vede silnice III. třídy.

### Autobusová doprava 2024
Autobusovou dopravu v obci Trhové Dušníky zajišťuje společnost Arriva Střední Čechy. Obec je součástí Pražské integrované dopravy (PID). V obci se nacházejí zastávky Trhové Dušníky a Trhové Dušníky,Litavka. Na silnici II/118 se nachází zastávka Trhové Dušníky,Na Homoli. Do obce vede autobusová linka 509, která zde začíná (nebo končí) a pokračuje přes Příbram a Bohutín do Lázu. Linka 531 směřuje z Příbrami do Jinců a Hořovic a zastavuje pouze na zastávce Trhové Dušníky,Na Homoli.

### Železniční doprava 2024
Územím prochází železniční trať 200 Zdice–Protivín. Stanice či zastávka na území obce nejsou. Nejbližší železniční stanicí směrem do Zdic jsou Bratkovice a směrem do Protivína je to železniční stanice Příbram.

## Turistika
Obcí vede cyklotrasa č. 302 Příbram - Trhové Dušníky - Jince - Hořovice.

## Galerie

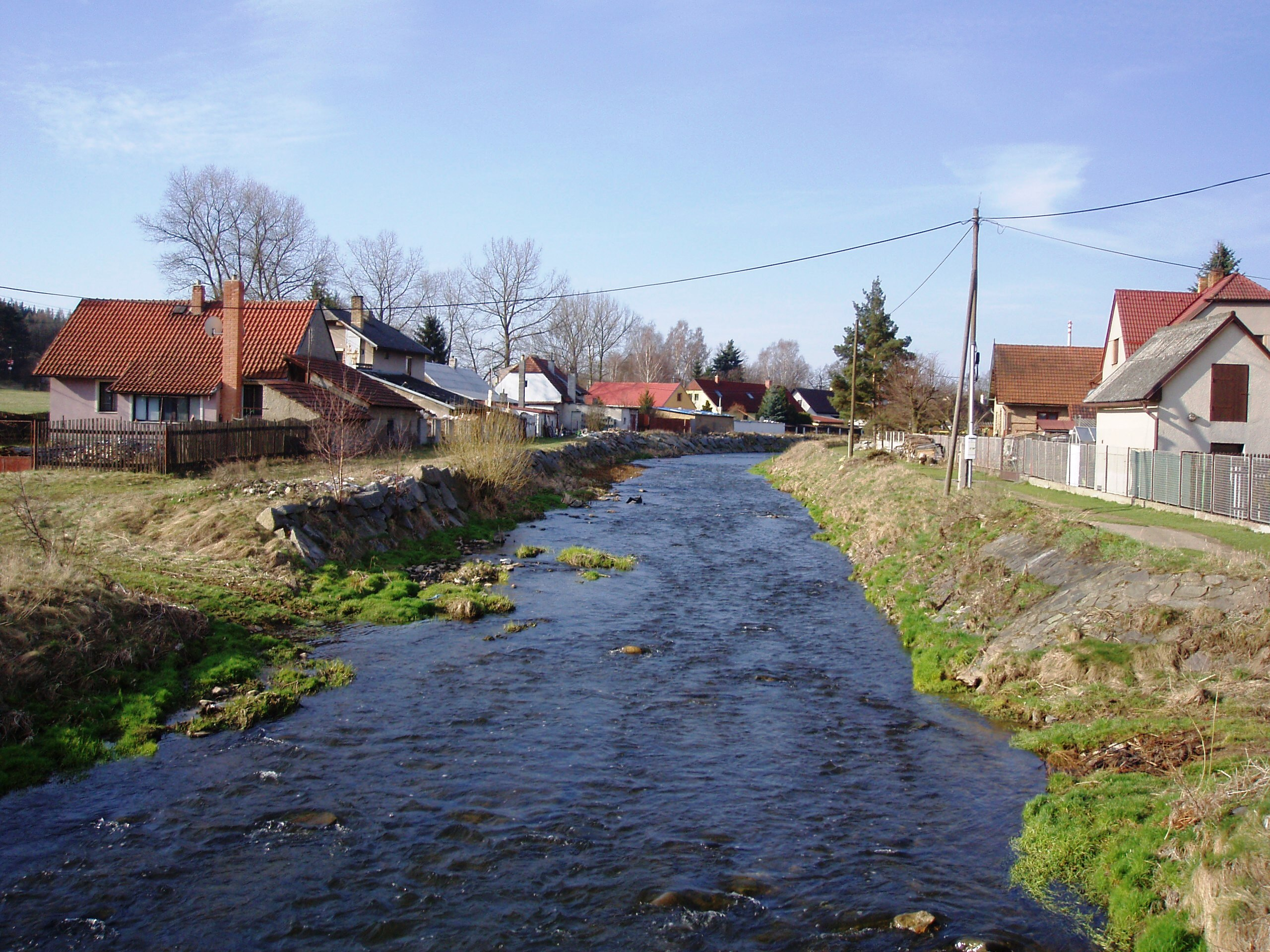
Řeka Litavka v Trhových Dušníkách
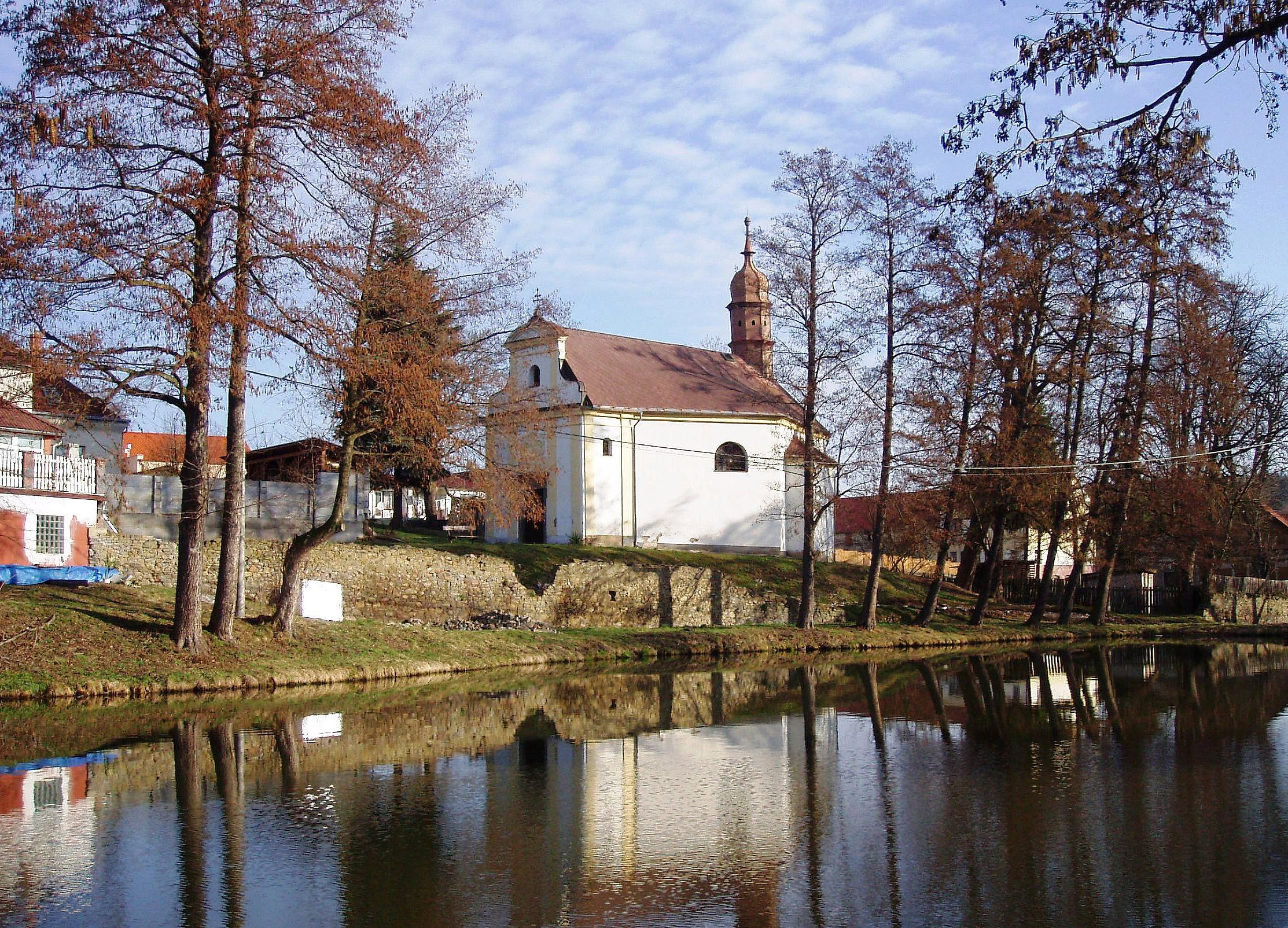
Kostel Svaté Trojice
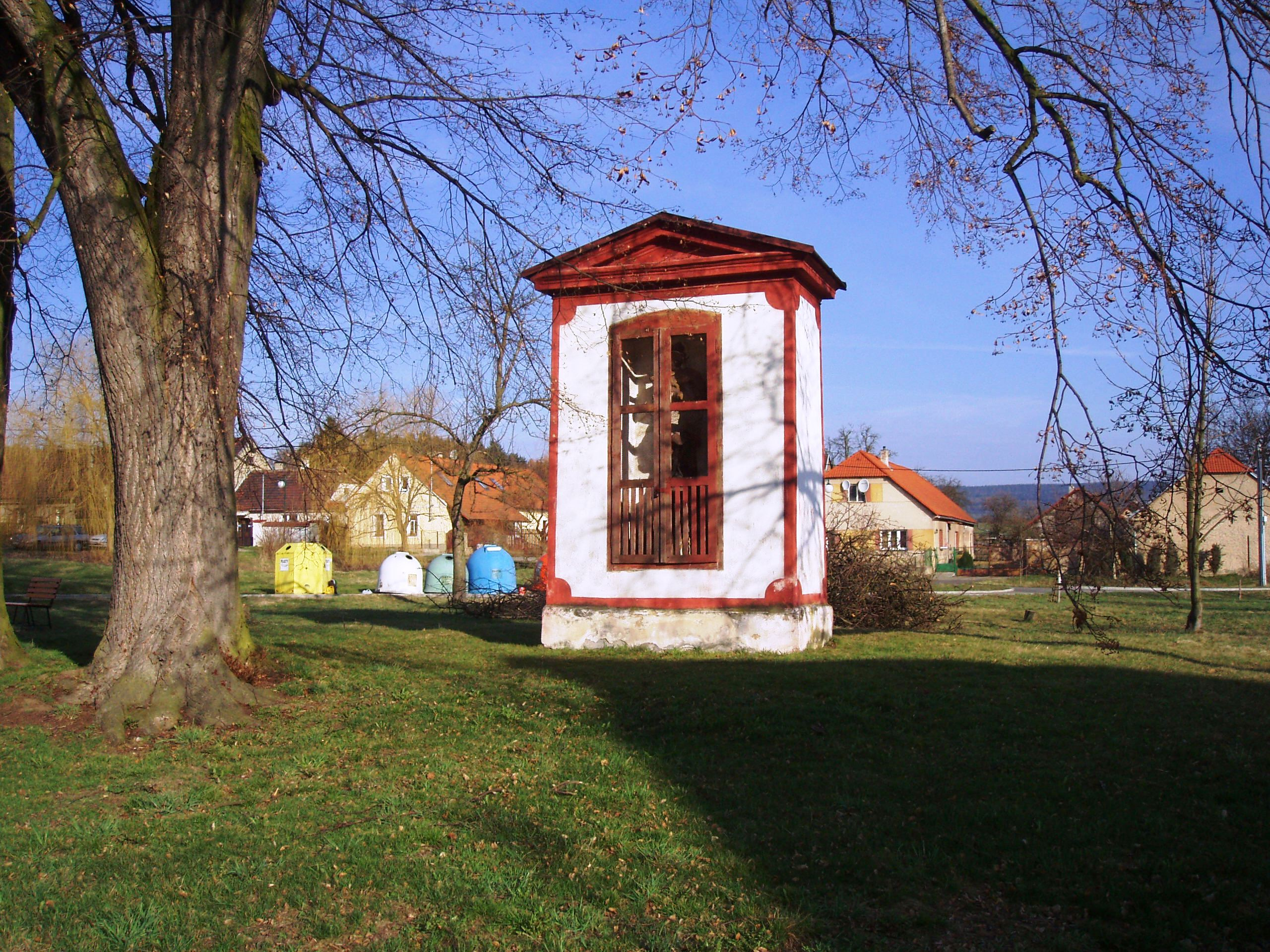
Kaple Sv.Jana Nepomuckého